# Mankyua chejuense
Mankyua chejuense is een varen uit de addertongfamilie (Ophioglossaceae). Het is een in 2001 ontdekte terrestrische varen die endemisch is in (van nature enkel voorkomt op) het eiland Jeju in Zuid-Korea. De varen bezit een mengeling van kenmerken van andere geslachten van deze familie.

## Naamgeving enetymologie
De soortaanduiding chejuense betekent 'van Cheju' (of 'Jeju'), het eiland waarop hij gevonden is.

## Kenmerken
M. chejuense is kleine, overblijvende terrestrische varen met een kruipend rizoom en een bladsteel met één blad, bestaande uit een onvruchtbare, handvormig samengestelde trofofoor met open, vertakte nerven, en meerdere, bijna ongesteelde, fertiele aarvormige sporoforen, ingeplant aan de basis van de trofofoor.
Deze kenmerken komen apart voor in andere geslachten van de familie, zoals Helminthostachys, Botrychium en Ophioglossum.

## Habitaten verspreiding
M. chejuense is een terrestrische varen die enkel voorkomt in laaglandmoerassen op het eiland Jeju, voor de zuidelijke kust van het Koreaans Schiereiland.
Botrychium (Maanvaren) · Botrypus · Cheiroglossa · Helminthostachys · Japanobotrychium · Mankyua · Ophioderma · Ophioglossum (Addertong) · Sceptridium